# Raimondo Giustiniani
Raimondo Giustiniani (* 26. September 1899 in Smirna; † 10. November 1976 in Rom) war ein italienischer Diplomat.
Seine Eltern waren Maria Allotti und der Marquis Edmondo Giustiniani.
Seine Vorfahren gehörten der Linie von Giustiniani von Genua, Herren von Chios an.
An der Nationalen und Kapodistrias-Universität Athen wurde er zum Doktor der Rechte promoviert.

## Werdegang
1927 trat er in dem Auswärtigen Dienst, wurde Konsul in Nantes, Metz und Gesandtschaftssekretär in Wien. Von 1935 bis 7. Februar 1939 war er Gesandtschaftssekretär in Berlin unter Bernardo Attolico. Vom 7. Februar 1939 bis 9. November 1940 leitete er in Rom die Abteilung II: Österreich, Bulgarien, Tschechoslowakei, Griechenland, Königreich Jugoslawien, Rumänien, die Türkei, Ungarn und Angelegenheiten italienischer Inseln in der Ägäis.
Am 8. September 1943 war er in Zagreb Gesandtschaftssekretär erster Klasse, als er sich entschieden weigerte, dem Regime in Salò Gefolgschaft zu leisten, was ihm die Internierung in Zagreb und später das Wiedererlangen der Freiheit in Ligurien einbrachte. Von 1947 bis 1950 war er Gesandtschaftsrat in Paris. Von 1951 bis 1952 war er Gesandter in Tel Aviv und von 1958 bis 1962 war er Botschafter in Den Haag.
| Vorgänger                  | Amt                                             | Nachfolger                          |
| -------------------------- | ----------------------------------------------- | ----------------------------------- |
| Carlo Gasparini            | Italienischer Gesandter in Tel Aviv 1951–1952   | Benedetto Capomazza di Campolattaro |
| Giorgio Benzoni di Balsamo | Italienischer Botschafter in Den Haag 1958–1962 | Pellegrino Ghig                     |